# ديد تو رايتس
ديد تو رايتس (بالإنجليزية: Dead To Rights)‏ هي لعبة فيديو أكشن تم انتاجها في عام 2003 من قبل نامكو.

## قصة اللعبة
جاك سليت هو شرطي ومعه كلبه البوليسي شادو، هما الاثنان يحافظان على أمن المدينة من المجرمين، والواضح أن المجرمين منتشرين أكثر من المواطنين الشرفاء، في ذات يوم يذهب للتحري في موقع بناء مشكوك في أمره ومن ثم يجد أباه مقتولاً .
فيقرر جاك أن يبحث عن قاتل أبيه الحقيقي لينتقم منه .

## أسلوب اللعب
يشبه أسلوب اللعب لعبة ماكس باين في كل شيء تقريباً في تأدية حركات المباغتة وأسلوب الزمن البطيء إلا أن هناك اختلافات بسيطة أيضاً .
- يوجد معك كلبك شادو في اللعبة (من الممكن أن تجعله يهاجم الأعداء إن لم تكن معك ذخيرة كافية) .
- أسلوب تحريك الكاميرا مختلف.
- توجد بعض الألغاز التي تحتاج أن تضغط على زر معين ثم زر أخر في سبيل إكمال اللغز .
- توجد حركات أخرى لا تحتويها ماكس باين .